# جاشوآ آلدر
جاشوآ آلدر (انگلیسی: Joshua Alder؛ ۷ آوریل ۱۷۹۲ – ۲۱ ژانویهٔ ۱۸۶۷) یک جانورشناس اهل بریتانیا بود. 